# Gokujō. Gokurakuin joshi kōryō monogatari
Gokujō. Gokurakuin joshi kōryō monogatari (ゴクジョッ。極楽院女子高寮物語"? lett. "Donna estrema. I racconti del dormitorio della scuola femminile Gokurakuin") è un manga scritto e disegnato da Maya Miyazaki. Incentrata sulle vicende di alcune ragazze di un collegio femminile, la serie risulta composta da episodi comici con scene di velato yuri e shōjo-ai.
Nel 2012 ne è stato prodotto un adattamento anime da 12 episodi. Annunciata la trasmissione sull'emittente Chukyo TV, alcune puntate furono all'ultimo momento trasmesse in streaming perché contenenti scene troppo esplicite.

## Trama
La serie narra in brevi episodi la vita quotidiana di Aya e delle sue amiche, scandita da avventure demenziali, malintesi, scene piccanti o di velato erotismo.

## Personaggi

Il "re dei demoni" Oku e la "shinigami" Saya con la yankee Aya

Aya Akabane (赤羽 亜矢?, Akabane Aya)
Doppiata da: Yōko Hikasa
La yankee protagonista, sempre attenta ad indossare la divisa nel modo più provocante possibile, bullizza le studentesse più ingenue come Konatsu e Ai. Sebbene ami mostrarsi smaliziata e sicura di sé, è ancora vergine ed incapace di intendere le inevitabili allusioni sessuali con cui cercano di provocarla per dispetto le altre studentesse. Cresciuta sotto il comportamento tirannico della sorella maggiore e della sua compagna, Aya da determinata "ragazzaccia" si tramuta in giovane atterrita e tremante in presenza delle due aguzzine.
Konatsu Toro (土呂 小夏?, Toro Konatsu)
Doppiata da: Natsumi Takamori
Amica leale di Aya, la sua ingenuità e il suo essere spesso sbadata e poco intuitiva la mettono spesso nei guai con la sua amica. Non è insolito vederla fatta roteare quando, afferrata per il codino, è in balia dell'ira di Aya.
Ai Nanasato (七里 愛?, Nanasato Ai)
Doppiata da: Maaya Uchida
Amica di Konatsu e Aya, Ai è una ragazza qualunque. Assennata e particolarmente apprensiva nei confronti delle sue amiche, si lascia andare solo al party della scuola, quando cede alle lusinghe e al corteggiamento di Asuka, con cui finisce per avere un rapporto sessuale.
Asuka Utsunomiya (宇都宮 飛鳥?, Utsunomiya Asuka)
Doppiata da: Nozomi Sasaki
Misteriosa ragazza di poche parole, Asuka dimostra in diverse occasioni di nutrire dei sentimenti per Aya. Particolarmente interessate alla arte occulte, agli esorcismi e ai fenomeni paranormali, tende a spacciare spesso alle sue amiche racconti di spiriti per giustificare alcuni suoi comportamenti bizzarri. Dopo il party scolastico e il successivo successo con Ai - che corteggia alla festa e che fa sua durante la gita alla terme - sembra preferire la discreta amica di Konatsu alla vulcanica Aya.
Madoka Oowada (大和田 円?, Oowada Madoka)
Doppiata da: Satomi Akesaka
L'aspetto da nerd e i modi impacciati non impediscono a Madoka di lanciarsi in tentativi di conquista di Aya o di fantasticare sulle sue compagne di scuola. Solitamente i suoi pensieri osceni vengono traditi da abbondante sangue dal naso. La sua infatuazione per Aya è però contrastata dal senso di competizione che la yankee ha sviluppato verso di lei dopo aver scorto l'abbondante seno di Madoka.
Kaname Oku (尾久 要?, Oku Kaname)
Doppiata da: Yukari Kokubun
Infermiera della scuola ed intima conoscente di Saya, sorella di Aya. La professoressa Oku è determinata e decisa, sa farsi ubbidire anche da Aya perché rissosa sterminatrice di gang e gioventù malavitosa nel tempo libero. Motociclista, travolge i nemici col suo mezzo compiendo spericolate acrobazie e portando con sé la compagna Saya.
Saya Akabane (赤羽 沙矢?, Akabane Saya)
Doppiata da: Mamiko Noto
Sorella maggiore di Aya. L'aria posata e tranquilla celano una vera ragazza di strada, compagna di Kaname Oku quando c'è da dimostrare alle gang rivali chi comanda. Lei e la professoressa Oku sono conosciute come "Lo shinigami e il Re dei demoni".
Minami Kurihashi (栗橋 南?, Kurihashi Minami)
Doppiata da: Ayana Taketatsu
Trasferitasi da Los Angeles, Minami per il suo aspetto dolce diventa presto la ragazza più popolare dell'istituto. Sotto le sue infantili fattezze si cela però un'ambiziosa studentessa che, decisa a diventare la regina della scuola, non può che scontrarsi con la vistosa Aya, capo di quelle che Minami chiama con disprezzo "ragazze-patate". Incaricata della pulizia dell'infermeria, Minami cerca di buttare tutti gli oggetti inutili che ingombrano il locale, quando Aya scopre che è Minami la ladra dei suoi preziosi "tesori", le due si affrontano e lì le due scoprono - a causa del contatto involontario tra le loro mani - che vi è una strana ma potente attrazione a legarle.

## Media

### Manga
Il manga è stato scritto e illustrato da Maya Miyazaki. La serie ha iniziato la serializzazione sulla rivista Super Jump di Shūeisha nel 2009. Dopo che Super Jump ha cessato la sua pubblicazione nel 2011, il manga è stato trasferito su Grand Jump dove è rimasto fino al 2013. In seguito la serie è stata pubblicata esclusivamente sul sito web di Grand Jump fino alla sua conclusione avvenuta nel 2015. I capitoli sono stati raccolti in 10 volumi tankōbon pubblicati dal 20 novembre 2009 al 19 aprile 2016.

#### Volumi
| 1  | 20 novembre 2009 | ISBN 978-4-08-782253-3 |
| 1  | Capitoli (traduzioni letterali dei titoli) - 1. Chi non ha le mutandine!? (ノーパンは誰だ!??, Nōpan wa dareda?) - 2. 1000 lombrichi (ミミズ千匹?, Mimizu senbiki) - 3. Misurazione corporea 1 combatti con le grandi tette!! (身体測定1 巨乳で勝負!!?, Karada sokutei 1 kyonyū de shōbu!!) - 4. Misurazione corporea 2 combatti con le grandi tette!! (身体測定2 下着で勝負!!?, Karada sokutei 2 kyonyū de shōbu!!) - 5. L'avvento del re dei demoni (魔王降臨?, Maō kōrin) - 6. La prima volta in piscina **!? (プールで初○○!??, Pūru de hatsu ￮￮!?) - 7. Il tasso nella stessa stanza ♡ (同じ部屋のムジナ♡?, Onaji heya no mujina ♡) - 8. Radice dei capelli! Radice dei capelli!! (毛根ッ!モーコンッ!!?, Mōkon! Mōkon!!) - 9. Ah ah ah. Aya ha un buon odore. (ハァハァ。亜矢ちゃんイイ匂い。?, Ha ha ha. Aya-chan ī nioi.) |                        |
| 2  | 19 marzo 2010 | ISBN 978-4-08-782270-0 |
| 2  | Capitoli (traduzioni letterali dei titoli) - 10. Owada, raggiunge l'orgasmo! (大和田、ガチでイク!?, Ōwada, gachi de Iku!) - 11. L'avvento della principessa!! (姫降臨!!?, Hime kōrin!!) - 12. Banane perfette (完璧バナーヌ?, Kanpeki Banānu) - 13. Scontro tra stronze bagnate!! (濡れビッチ決定戦!!?, Nure Bitchi ketteisen!!) - 14. La brava donna è piena di ferite (イイ女はケガいっぱい?, Ī on'na wa kega-ippai) - 15. Il rimedio per il raffreddore di Utsonomiya (宇都宮式霊感カゼ治療?, Utsunomiya-shiki reikan kaze chiryō) - 16. La sorpresa di Utsonomiya!! (宇都宮を驚かそう!!?, Utsunomiya o odorokasou!!) - 17. Battaglia di 100 milioni di arrampicate!! (一億争奪バトル!!?, Ichi oku sōdatsu Batoru!!) - 18. Saya Akabane sorella maggiore (姉・赤羽沙矢?, Ane Akabane Saya) |                        |
| 3  | 20 ottobre 2010 | ISBN 978-4-08-782345-5 |
| 3  | Capitoli (traduzioni letterali dei titoli) - 19. Fumare o non fumare (吸うか吸わぬのか?, Sū ka suwanu no ka) - 20. Folle mascherata ♥ (prima parte) (マスカレードでズキュゥーン♥ 前編?, Masukarēdo de zukyūn ♥ zenpen) - 21. Folle mascherata ♥ (seconda parte) (マスカレードでズキュゥーン♥ 後編?, Masukarēdo de zukyūn ♥ kōhen) - 22. La dignità di Kaname Oku (尾久要の品格?, Oku Kaname no hinkaku) - 23. GO con un ragazzo insistente ☆ (非実在少年でGO☆?, Hi jitsuzai shōnen de GO☆) - 24. La grande strategia per l'indagine sulla palla d'oro (金玉取調べ大作戦?, Kingyoku torishirabe dai sakusen) - 25. Il Quick Show della rasatura in stile Utsunomiya (tempo richiesto 15 minuti) (宇都宮式クイックパイパンショー(所要時間15分)?, Utsunomiya-shiki Kuikku Paipan Shō (shoyō jikan 15-bu)) - 26. Esatto, andiamo in una sorgente termale!! (prima parte) (そうだ温泉に行こう!! 前編?, Sōda onsen ni ikō!! Zenpen) - 27. Esatto, andiamo in una sorgente termale!! (seconda parte) ～La leggenda di Baba il demone della paura～ (そうだ温泉に行こう!! 中編 ～恐怖 鬼ババ伝説～?, Sōda onsen ni ikō!! Chūhen ～kyōfu oni Baba densetsu～) - 28. Esatto, andiamo in una sorgente termale!! (terza parte) ～Ballando con una gatta addormentata～ (そうだ温泉に行こう!! 後編 ～眠り猫でダンス～?, Sōda onsen ni ikō!! Kōhen ～Nemuri neko de Dansu～) |                        |
| 4  | 18 marzo 2011 | ISBN 978-4-08-782370-7 |
| 4  | Capitoli (traduzioni letterali dei titoli) - 29. Marea salata, non salata e leggermente salata (しょっぱそうでしょっぱくない少ししょっぱいお潮?, Shoppa sōde shoppakunai sukoshi shoppai o shio) - 30. Non tirarla fuori... (抜き抜きしないで…?, Nuki nuki shinaide…) - 31. Dimentica Aya (ド忘れ亜矢ちゃん?, Do wasure Aya-chan) - 32. Ridammi i miei pantaloni (パンツ返せゴルァ?, Pantsu kaese gorua) - 33. L'avvento di Yukihime Omata! (小俣雪姫降臨!?, Omata Yukihime kōrin!) - 34. Un fungo inaspettato (タマタマまつたけ?, Tamatama matsutake) - 35. Il balletto in fundoshi in lacrime (涙のふんどしバレー?, Namida no fundoshi barē) - 36. Aya riceve una lettera d'amore (亜矢 ラブレターをもらう?, Aya Rabu Retā o morau) - 37. La superba resa dei conti in cucina ♡ (極上お料理対決♡?, Gokujō o ryōri taiketsu ♡) - 38. Addio Kurihashi!! (サヨナラ栗橋!!?, Sayonara Kurihashi!!) |                        |
| 5  | 20 luglio 2011 | ISBN 978-4-08-782387-5 |
| 5  | Capitoli (traduzioni letterali dei titoli) - 39. Il ritorno di Kurihashi!! (お帰り栗橋!!?, Okaeri Kurihashi!!) - 40. C'è un buco... aperto ☆ (穴…あいてますわ☆?, Ana… aitemasu wa ☆) - 41. Le case delle persone sono pericolose ♥ (prima parte) (人ん家ってヤベェ♥ 前編?, Hito n ie tte yabē ♥ zenpen) - 42. Le case delle persone sono pericolose ♥ (seconda parte) (人ん家ってヤベェ 後編?, Hito n ie tte yabē kōhen) - 43. Prepariamo il cioccolato ♥ (チョコ作ろーぜ♥?, Choko tsukuro ze ♥) - 44. Fare sesso con le tette... fare sesso con le tette!? (パイズリ…パイズリ!??, Paizuri… paizuri!?) - 45. Non riesco a fermare il singhiozzo. (しゃっくり止まんねぇ。?, Shakkuri toman nē.) - 46. Mettiamoci a dieta!! (ダイエットしようぜッ!!?, Daietto shiyōze tu!!) - 47. Qual è il retro del DVD!? (裏DVDって何ぞ!??, Ura DVD tte nazo!?) - 48. Esplosione di carica posteriore! (リア充爆発!?, Riajū bakuhatsu!) |                        |
| 6  | 18 maggio 2012 | ISBN 978-4-08-782452-0 |
| 6  | Capitoli (traduzioni letterali dei titoli) - 49. La donna estrema non ha bisogno di un uomo!! (ゴクジョに男はいらねぇよ!!?, Gokujo ni otoko wa iranēyo!!) - 50. Kawase è un bulldozer (川瀬君はブルドーザー?, Kawase-kun wa Burudōzā) - 51. Chi prenderà la mia verginità? (処女を奪うのは誰だ!??, Shojo o ubau no wa dareda?) - 52. È un festival estivo del liceo ♥ (prima parte) (それは高二の夏祭り♥ 前編?, Sore wa kōni no natsu matsuri ♥ zenpen) - 53. È un festival estivo del liceo ♥ (seconda parte) (それは高二の夏祭り♥ 後編?, Sore wa kōni no natsu matsuri ♥ kōhen) - 54. Chi è uno studente ripetente!? (留年は誰だ!??, Ryūnen wa dareda!?) - 55. Una notte di miracoli... esprimi un desiderio a una stella...! (奇跡の夜…星に願いを…!?, Kiseki no yoru... hoshi ni negai o...!) - 56. Quali sono i bei seni? (美乳ってなんぞ??, Binyū tte nanzo?) - 57. Lavoriamo a maglia!! (編み物しよーぜ!!?, Amimono shiyōze!!) - Extra. La donna estrema entra in guerra con un colpo solo. ~Masamune, la battaglia di Hitadori, Aya e le 30.000 forze alleate anti appuntamento~ (読切 戦ゴクジョッ。～政宗、人取り橋合戦編 亜矢と愉快な3万の反伊達連合軍～?, Yomikiri-sen gokujo. ~Masamune, hito-tori hashigatsusen-hen Aya to yukaina 3 man no han Date rengō-gun~)                                                                                  |                        |
| 7  | 19 febbraio 2013 | ISBN 978-4-08-782485-8 |
| 7  | Capitoli (traduzioni letterali dei titoli) - 58. Tuono spaventoso (雷コワイ?, Kaminari kowai) - 59. Chi è la colpevole? (犯人は誰だ!??, Han'nin wa dareda?) - 60. Cos'è l'ipnosi!? (催眠術ってなんぞ!??, Saimin-jutsu tte nanzo!?) - 61. La donna estrema dorata Survive ♥ (prima parte) (ゴクジョ黄金サバイブ♥ 前編?, Gokujo ōgon Sabaibu ♥ zenpen) - 62. La donna estrema dorata Survive ♥ (seconda parte) (ゴクジョ黄金サバイブ♥ 中編?, Gokujo ōgon Sabaibu ♥ chūhen) - 63. La donna estrema dorata Survive ♥ (terza parte) (ゴクジョ黄金サバイブ♥ 後編?, Gokujo ōgon Sabaibu ♥ kōhen) - 64. Notte tropicale di fantasia ♥ (妄想熱帯夜♥?, Mōsō nettaiya ♥) - 65. Il paradiso erotico nella sua mente (アイツの脳内エロ天国?, Aitsu no nōnai ero tengoku) - 66. Private Asuka 13 (プライベート・飛鳥13?, Puraibēto Asuka 13) - 67. Aya Sky High (亜矢スカイハイ?, Aya Sukai Hai) - 68. Formazione ☆ Gokujo Girls (結成☆ゴクジョガールズ?, Kessei ☆ Gokujo Gāruzu) |                        |
| 8  | 6 marzo 2014 | ISBN 978-4-08-782773-6 |
| 8  | Capitoli (traduzioni letterali dei titoli) - 69. Il miglior succo dell'uomo (男汁マシマシ?, Otoko-jiru mashimashi) - 70. L'amore è Monkey Baby ☆ (愛はモンキーベイベー☆?, Ai wa Monkī Beibē ☆) - 71. La forza di difesa più forte della donna estrema!! (prima parte) (ゴクジョ最強防衛軍!! 前編?, Gokujo saikyō bōeigun!! Zenpen) - 72. La forza di difesa più forte della donna estrema!! (seconda parte) (ゴクジョ最強防衛軍!! 後編?, Gokujo saikyō bōeigun!! Kōhen) - 73. La dichiarazione disintossicante di Aya Akabane ♥ (赤羽亜矢 脱デブ宣言♥?, Akabane Aya datsu debu sengen ♥) - 74. Leccare nella casa stregata (おばけ屋敷でぺろぺろぺろ?, Obake yashiki de pero pero pero) - 75. Il festival cultura della scuola superiore femminile Gokurakuin!! (prima parte) (極楽院女子高文化祭!! 前編?, Gokurakuin joshikō bunkamatsuri!! Zenpen) - 76. Il festival cultura della scuola superiore femminile Gokurakuin!! (seconda parte) (極楽院女子高文化祭!! 中編?, Gokurakuin joshikō bunkamatsuri!! Chūhen) - 77. Il festival cultura della scuola superiore femminile Gokurakuin!! (terza parte) (極楽院女子高文化祭!! 後編?, Gokurakuin joshikō bunkamatsuri!! Kōhen) - 78. Diciamo mangaka (レッツ漫画家?, Rettsu mangaka) |                        |
| 9  | 19 marzo 2015 | ISBN 978-4-08-792701-6 |
| 9  | Capitoli (traduzioni letterali dei titoli) - 79. La preghiera di buona fortuna di Aya!! (亜矢の開運祈願!!?, Aya no kaiun kigan!!) - 80. Essere struccate!!! (でらスッピン!!!?, Dera suppin!!!) - 81. L'esercitazione di evacuazione della donna estrema!!! (ゴクジョ避難訓練!!!?, Gokujo hinan kunren!!!) - 82. Festa del tè di Swan ♥ (スワンのお茶会♥?, Suwan no osakai ♥) - 83. Sempre insieme alla gatta attraente ♥ (ずっと一緒にゃホカホカ猫にゃん♥?, Zutto issho nya hokahoka neko nyan ♥) - 84. Sei l'unica ~ che amo ♥ (お1人様だ～い好き♥?, O 1 hito yo da ~ i-suki ♥) - 85. Il serioso Survival Game della donna estrema ★ (prima parte) (ゴクジョ★ガチでサバイバルゲーム 前編?, Gokujo ★ gachi de Sabaibaru Gēmu zenpen) - 86. Il serioso Survival Game della donna estrema ★ (seconda parte) (ゴクジョ★ガチでサバイバルゲーム 後編?, Gokujo ★ gachi de Sabaibaru Gēmu kōhen) - 87. Non nascondere la testa, non nascondere il sedere (頭隠さず尻隠さず?, Atama kakusazu shiri kakusazu) - 88. Al diavolo il Natale (クリスマスなんてクソ喰らえ?, Kurisumasu nante kuso kurae) |                        |
| 10 | 19 aprile 2016 | ISBN 978-4-08-792714-6 |
| 10 | Capitoli (traduzioni letterali dei titoli) - 89. Sbirciando, assolutamente no!! (のぞき見、ダメ絶対!!?, Nozoki mi, dame zettai!!) - 90. La donna estrema di oggi è assorbita dal film (今日のゴクジョは映画三昧?, Kyō no gokujo wa eiga zanmai) - 91. 99% di impegno nel pattinaggio ☆ (スケートで99%の努力だぞ☆?, Sukēto de 99-Pāsento no doryokuda zo ☆) - 92. Il Pan Legend yakisoba della donna estrema!!! (極上焼きそばパンレジェンド!!!?, Gokujō yakisoba Pan Rejendo!!!) - 93. Il sospetto di gravidanza di Ai (愛の妊娠疑惑?, Ai no ninshin giwaku) - 94. Ecco cos'è un marchio!! (ブランドってなんだ!!?, Burando ttena nda!!) - 95. No, no, no, devi mantenere le tue promesse~~~ by Konatsu (ダメよォダメダメ約束は守らなきゃダメぇ～～～by小夏?, Dameyo ~odamedame yakusoku wa mamoranakya dame~ e~~~ by Konatsu) - 96. Facciamoci una foto tutte insieme ♥ (みんなで一緒に自撮りしようぜ♥?, Min'na de issho ni jidori shiyou ze ♥) - 97. L'amore è Aya e Aya è l'amore!!! (prima parte) (愛が亜矢で亜矢が愛!!!前編?, Ai ga Aya de Aya ga ai!!! Zenpen) - 98. L'amore è Aya e Aya è l'amore!!! (seconda parte) (愛が亜矢で亜矢が愛!!!後編?, Ai ga Aya de Aya ga ai!!! Kōhen) |                        |

### Anime
Il manga è stato adattato in una serie anime dallo studio LMD. La serie è andata in onda in Giappone su Chukyo TV dal 24 gennaio al 27 marzo 2012 per un totale di 12 episodi. Alcuni episodi che presentavano contenuti espliciti non sono stati trasmessi in televisione ma sono stati pubblicati in streaming sul sito web DMM dal 30 gennaio 2012 in poi. Un OAV è stato pubblicato nel volume BD/DVD della serie uscito il 26 giugno 2013. Le sigle sono rispettivamente Gokujyo. no jōken? (ゴクジョッ。のジョーケン?) (apertura) e Goku Jyo Overdrive (極・女おー・う゛ぁー どらいぶ?, Goku Jo Ōvādoraibu) (chiusura) entrambe cantate da Yōko Hikasa, Maaya Uchida, Ayana Taketatsu e Satomi Akesaka.

#### Episodi
| Nº  | Titolo italiano (traduzione letterale) Giapponese 「Kanji」 - Rōmaji | In onda          | In onda |
| Nº  | Titolo italiano (traduzione letterale) Giapponese 「Kanji」 - Rōmaji | Giapponese       |         |
| 1   | Chi non ha le mutandine!? 「ノーパンは誰だ!?」 - Nōpan wa dare da!? | 30 gennaio 2012  |         |
| 1   | Una ragazza esibizionista di nome Aya finisce per perdere le mutandine in giro e cerca di rubarle alla sua compagna di classe Konatsu prima di essere scoperta dalle altre ragazze. |                  |         |
| 2   | Non riesco a fermare il singhiozzo. 「しゃっくり止まんねぇ。」 - Shakkuri toman nē. | 24 gennaio 2012  |         |
| 2   | Aya ha il singhiozzo e le altre ragazze cercano di farlo passare con diversi metodi. Alla fine, Aya ingoia inconsciamente una mosca e il singhiozzo le passa. |                  |         |
| 3   | La ragazza boia e l'avvento del re dei demoni 「処刑娘&魔王降臨」 - Shokei musume & maō kōrin | 6 febbraio 2012  |         |
| 3   | Aya racconta alle sue amiche il motivo per cui teme sua sorella maggiore, Saya, e la capo banda, Kaname Oku. |                  |         |
| 4   | Primo ** in piscina!? 「プールで初○○!?」 - Pūru de hatsu ○○!? | 14 febbraio 2012 |         |
| 4   | Mentre si trovano in una piscina all'aperto, Aya decide di scattare diverse fotografie alle compagne mentre si trova sott'acqua, ma i suoi piani vengono sventati da Asuka Utsunomiya. Aya rischia quasi di annegare, ma viene salvata da Asuka. Successivamente, riceve il suo primo bacio da Kaname tramite la respirazione bocca a bocca, e più tardi Asuka le dà un bacio sulla guancia. |                  |         |
| 5   | Il rimedio per il raffreddore di Utsonomiya 「宇都宮式 霊感カゼ治療」 - Utsunomiya shiki reikan kaze chiryō | 28 febbraio 2012 |         |
| 5   | Aya è costretta a rimanere nella sua stanza a causa di un raffreddore, così Asuka decide di andare da lei per aiutarla a rimettersi in forze utilizzando metodi particolari. |                  |         |
| 6   | Utsunomiya è misteriosa!! 「宇都宮を驚かそう!!」 - Utsunomiya o odorokasō!! | 21 febbraio 2012 |         |
| 6   | Aya mette in atto un piano assurdo per cercare di far sorridere Asuka, ma a causa di vari imprevisti il piano fallisce. Tuttavia, nonostante ciò, Asuka riesce a fare un breve sorriso, dimostrando che l'intento di Aya non è stato del tutto vano. |                  |         |
| 7   | Carnevale della scuola femminile di Gokurakuin 「極楽院女子学院謝肉祭」 - Gokurakuin joshigakuin shanikusai | 28 febbraio 2012 |         |
| 7   | Konatsu riceve una gran quantità di carne di Matsuzaka, il che spinge Aya a organizzare una festa di yakiniku con alcuni ospiti non invitati. Alla fine, Saya e Kaname irrompono nella stanza per unirsi e mangiare anche loro la prelibata carne. |                  |         |
| 8   | L'avvento della principessa!! 「姫降臨!!」 - Hime kōrin!! | 6 marzo 2012     |         |
| 8   | Una ricca ereditiera di nome Minami Kurihashi si iscrive al liceo e, senza rendersene conto, litiga con Aya dopo aver pulito il suo luogo di ritrovo preferito nell'infermeria della scuola. |                  |         |
| 9   | Aya smemorata 「ド忘れ亜矢ちゃん」 - Do wasure Aya-chan | 13 marzo 2012    |         |
| 9   | Dopo essere scivolata su una buccia di banana, Aya contrae un'amnesia che porta anche a un cambiamento nella sua personalità. Le ragazze si uniscono per aiutarla a recuperare la memoria e alla fine è Saya che, con un bacio sulla guancia, riesce a farle recuperare i ricordi e la sua personalità. |                  |         |
| 10  | Scontro tra stronze bagnate!! 「濡れビッチ決定戦!!」 - Nure Bicchi ketteisen!! | 2 aprile 2012    |         |
| 10  | Dopo aver ascoltato di nascosto una conversazione tra Konatsu e Ai provenire dalla stanza accanto, Aya fraintende il contenuto e si scatena in una discussione animata con Minami su chi sia più "attraente" mentre ci si bagna. |                  |         |
| 11  | Folle mascherata? 「マスカレードでズキュゥーン？」 - Masukarēdo de zukyūn? | 20 marzo 2012    |         |
| 11  | Durante un ballo in maschera, le ragazze, ad eccezione di Ai, vengono influenzate da un succo servito loro che le fa agire in modo stravagante e esagerato, rendendo la serata molto movimentata. |                  |         |
| 12  | Addio Kurihashi!! 「さらば栗橋!!」 - Saraba Kurihashi!! | 27 marzo 2012    |         |
| 12  | Minami deve fare ritorno a Los Angeles, quindi le ragazze decidono di trascorrere del tempo insieme a lei per creare dei bei ricordi. Durante la serata, Aya provoca accidentalmente un piccolo incidente bruciando i capelli di Minami con dei fuochi d'artificio. Il giorno successivo, Minami parte per Los Angeles e Aya, nonostante non lo ammetta apertamente, si sente triste per la partenza dell'amica e si tiene in disparte. In seguito, Minami fa ritorno all'istituto e sorprende tutte le altre ragazze. |                  |         |
| OAV | Esatto, andiamo in una sorgente termale!! 「そうだ温泉にいこう!!」 - Sō da onsen ni ikō!! | 26 giugno 2013   |         |
| OAV | L'istituto organizza una gita scolastica in una località termale e Minami, per un imprevisto, si ritrova a rimanere indietro. Durante il soggiorno alla locanda, Aya inizia a sentirsi inquietata dopo aver ascoltato una storia spaventosa. Durante la notte, Asuka approfitta del sonno profondo delle altre compagne di stanza per avere un momento intimo con Ai. Nel frattempo, Minami arriva alla locanda e, dopo aver spiato nella stanza delle ragazze, decide di passare la notte in corridoio.               |                  |         |